# Trocha Pura Colombiana
Trocha Pura Colombiana, även kallad Trochador, är en hästras från Colombia.
Den används främst som ridhäst. Fux och brun är de vanligaste färgerna. Vita tecken förekommer men är inte omfattande.
Den har fått sitt namn från gångarten trocha.